# Карпунцов Валерій Віталійович
Валерій Віталійович Карпунцов (нар. 15 червня 1978, місто Ніжин, Чернігівська область) — український правник, політик. Народний депутат України, заслужений юрист України, доктор юридичних наук, державний радник юстиції 3 класу.

## Освіта
У 1995 році успішно закінчив ліцей при Ніжинському державному педагогічному інституті ім. М. В. Гоголя та поза конкурсом був зарахований студентом 1 курсу фізико-математичного факультету.
У 1996 році за власним бажанням покинув навчання в НДПІ та вступив на перший курс юридичного факультету Київського національного університету імені Тараса Шевченка
У 2001 році закінчив магістратуру КНУ ім. Т. Г. Шевченка, здобув повну вищу освіту та диплом магістра права з відзнакою. У цьому ж році був прикріплений до кафедри конституційного та адміністративного права пошукачем на здобуття ступеня кандидата юридичних наук.
Під час навчання очолював Київський місцевий студентській осередок Асоціації юристів у галузі фінансового та банківського права.
Проходив стажування у Верховній Раді України за програмою «Помічник Голови Комітету ВРУ» в 1999–2000 роках.

## Кар'єра
З 2001 по 2002 роки робота у штабі політичної партії «Наша Україна» В. Ющенка.
З серпня 2001 по грудень 2002 — начальник відділу по зв'язках з органами правосуддя ТОВ «Європейська юридична група».
З грудня 2002 по квітень 2005 — консультант відділу зв'язків з органами правосуддя Апарату Верховної Ради України.
З квітня по грудень 2005 — радник, керівник групи радників віце-прем'єр-міністра України. Як зазначають українські ЗМІ, «Карпунцов належить ще до ющенківської команді нашоукраїнців — саме з іменем Ющенка на устах цей молодий чоловік прийшов у політику».
З вересня 2006 по лютий 2007 — помічник-консультант народного депутата України.
З лютого по серпень 2007 — керівник Юридичного департаменту Народного Союзу «Наша Україна». З лютого 2007 по серпень 2007 Карпунцов керував юридичним департаментом Народного Союзу «Наша Україна».
З грудня 2007 по лютий 2009 — генеральний директор правничої групи «КОЛЕГІУМ».
У 2008 році завдяки Дмитру Андрієвському познайомився з Віталієм Кличком. У травні 2008 обраний депутатом Київської міської ради VI скликання, член депутатської фракції Блоку Віталія Кличка, а з лютого 2011 — фракції партії «УДАР». Член постійної комісії з питань правопорядку, регламенту та депутатської етики.
Лютий 2009 — липень 2010 — заступник генерального директора Національного агентства України з іноземних інвестицій та розвитку.
Вересень  — грудень 2010 — перший заступник голови Державного агентства України з управління національними проєктами.
В січні 2010 року Президент Віктор Ющенко вніс на розгляд Верховної ради кандидатуру Валерія Карпунцова на пост члена Центральної виборчої комісії (ЦВК). За призначення Валерія Карпунцова членом ЦВК проголосували лише 152 народних депутата при необхідних 226.
Грудень 2010 — грудень 2011 — Голова комісії з проведення реорганізації/перший заступник голови Державного агентства України з управління національними проєктами.
У зв'язку з тим, що партія «УДАР Віталія Кличка» задекларувала свою опозиційність, за власним бажанням написав заяву про звільнення з посади першого заступника Голови Державного агентства України з управління національними проєктами, зважаючи на несумісність займаної посади із політичною діяльністю. Відповідний указ Президент України підписав 26 грудня 2011 року.
Серпень 2012 — обраний представником партії «УДАР» у ЦВК.
2012 — заступник голови центрального виконкому партії Удар з юридичних питань.
На чергових парламентських виборах народних депутатів України 28 жовтня 2012 року був обраний народним депутатом України 7-го скликання від партії «УДАР» (№ 13 у виборчому списку). У Грудень 2012 — листопад 2014 року — перший заступник голови Комітету з питань Регламенту, депутатської етики та забезпечення діяльності Верховної Ради України.
У зв'язку із подіями 2013—2014 років, Революцією Гідності та достроковим припиненням повноважень Верховної Ради України 7-го скликання був призначений старшим помічником Генерального прокурора України з особливих доручень.  На сьогодні атестований працівник прокуратури. У Парламент відряджався із Генеральної прокуратури України. З квітня 2016 — народний депутат України VIII скликання.

## Родина
Одружений. Дружина Ольга Іванівна (1979) — лікар. Виховують двох дочок — Софію (2007) і Маріанну (2012) та сина Луку (2015).

## Нагороди
- Заслужений юрист України (жовтень 2007)[12]
- Державний радник юстиції 3 класу (Указ Президента України № 355/2016 від 24.08.2016 р.)[13]
- Почесна грамота Кабінету Міністрів України
- Видатний юрист України (звання присвоєне Союзом юристів України, 2010 рік)
- Почесна грамота Головного управління державної служби України (2010 рік)
- Відзнака УДО України «За сприяння державній охороні» (2010 рік)
- Відзнака МВС України «За сприяння в охороні громадського порядку» (2010 рік)
- Відомчі заохочувальні відзнаки II, III ступенів «За заслуги» Київського міського громадського формування з охорони громадського порядку і державного кордону (2010–2011)